# Кыргызсай
Кыргызсай (каз. Қырғызсай, до 1999 года — Подгорное) — село в Уйгурском районе Алматинской области Казахстана. Административный центр Кыргызсайского сельского округа.

## История
Поселение основано в 1872 году семиреченскими казаками как казачий выселок Подгорный, затем ставшей станицей Подгорненской.

## География
Находится примерно в 21 км к югу от села Чунджа, административного центра района, на высоте 1295 метров над уровнем моря. Код КАТО — 196653100.

## Население
В 1999 году население села составляло 2113 человек (1011 мужчин и 1102 женщины). По данным переписи 2009 года, в селе проживало 2157 человек (1047 мужчин и 1110 женщин).